# 另螳属
另螳属（学名：Elmantis），也称潮螳属，是宽膝螳科的一属。

## 下属物种
本属包括以下物种：
- Elmantis lata Giglio-Tos, 1915
- Elmantis nira Mukherjee & Harza, 1982
- Elmantis trincomaliae Saussure, 1869